# Tonsupa
Tonsupa ist eine Ortschaft und eine Parroquia rural („ländliches Kirchspiel“) im Kanton Atacames der ecuadorianischen Provinz Esmeraldas. Die Parroquia besitzt eine Fläche von 83,96 km². Die Einwohnerzahl lag im Jahr 2010 bei 10.681.

## Lage
Die Parroquia Tonsupa liegt an der Pazifikküste im Nordwesten von Ecuador. Die Ortschaft Tonsupa befindet sich 4 km ostnordöstlich vom Kantonshauptort Atacames. Die Fernstraße E15 (Esmeraldas–Manta) führt an Tonsupa vorbei. Die Parroquia besitzt einen 12 km langen Küstenabschnitt. Das Verwaltungsgebiet umfasst das Einzugsgebiet des Río Tonchigüe und reicht etwa 10 km ins Landesinnere.
Die Parroquia Tonsupa grenzt im Osten an das Municipio von Esmeraldas und an die Parroquias Vuelta Larga und Tabiazo (alle im Kanton Esmeraldas) sowie im Süden und im Westen an die Parroquia Atacames.

## Allgemeines
Tonsupa ist ein Touristenort mit Sandstrand. Tonsupa ist mit dem benachbarten Kantonshauptort Atacames zusammengewachsen.

## Orte und Siedlungen
In der Parroquia gibt es neben dem Hauptort Tonsupa folgende Localidades:
- Agua Fría
- Chevele Alto
- Chevele Bajo
- Culiba
- Estero del Medio
- Piedra Fina
- San Francisco
- San José
- San Pedro el Sereno
- Taseche Adentro

## Geschichte
Die Parroquia Tonsupa wurde am 20. April 1995 gegründet.